# مرکز فرماندهی حزب‌الله لبنان
ستاد مرکزی حزب‌الله لبنان، منطقه امنیتی، میدان امنیتی یا سنگر حزب‌الله (عربی: المربع الامنی)، در حومه جنوبی بیروت (ضاحیه) و به‌طور خاص در منطقه حاره حریک، قرار داشت که یک منطقه به شدت مستحکم و پایگاه مرکزی فرماندهی و رهبری حزب‌الله لبنان بود که شامل امکانات مختلف اداری، نظامی و لجستیکی می‌شد.

## انهدام
در ۲۷ سپتامبر ۲۰۲۴، نیروهای دفاعی اسرائیل، با حمله هوایی به مرکز فرماندهی حزب‌الله، بیش از ۸۰ بمب سنگرشکن بر روی مجتمع، پرتاب کردند که مقر را منهدم کرد. در این حمله، سید حسن نصرالله، دبیرکل وقت حزب‌الله لبنان، علی کرکی، فرمانده وقت جبهه جنوبی حزب‌الله و عباس نیلفروشان، معاون عملیات وقت سپاه پاسداران انقلاب اسلامی به همراه چند تن دیگر از فرماندهان ارشد حزب‌الله، کشته شدند.